# Valle de Valdelaguna
Valle de Valdelaguna ist eine Gemeinde (municipio) mit 190 Einwohnern (Stand: 2024) im Zentrum der Provinz Burgos in der Autonomen Gemeinschaft Kastilien und León. Valle de Valdelaguna liegt in der Comarca Sierra de la Demanda. Zur Gemeinde gehören die Ortschaften Bezares, Huerta de Abajo, Quintanilla de Urrilla, Tolbaños de Abajo, Tolbaños de Arriba und Vallejimeno. Der Verwaltungssitz befindet sich in Huerta de Abajo.

## Lage und Klima
Die Gemeinde Valle de Valdelaguna liegt etwa 55 Kilometer südwestlich der Provinzhauptstadt Burgos in einer Höhe von ca. 1165 m in dem Naturpark Espacio Natural de la Sierra de la Demanda. Der Río Tejero fließt durch die Gemeinde. Das Klima ist gemäßigt bis warm; Regen (ca. 874 mm/Jahr) fällt übers Jahr verteilt.

## Bevölkerungsentwicklung
| Jahr      | 1970 | 1981 | 1991 | 2001 | 2011 | 2021 |
| Einwohner | 443  | 327  | 287  | 228  | 197  | 194  |

## Sehenswürdigkeiten
- Martinskirche in Villajimeno (Iglesia de San Martín)
- Kirche Johannes der Täufer in Tolbaños de Arriba (Iglesia de San Juan Bautista)
- Einsiedelei San Bartolomé in Quintanilla de Urrilla
- Einsiedelei Unserer Lieben Frau bei Tolbaños de Arriba (Ermita de Nuestra Señora del Salterio)
- mittelalterliche Brücke in Villajimeno

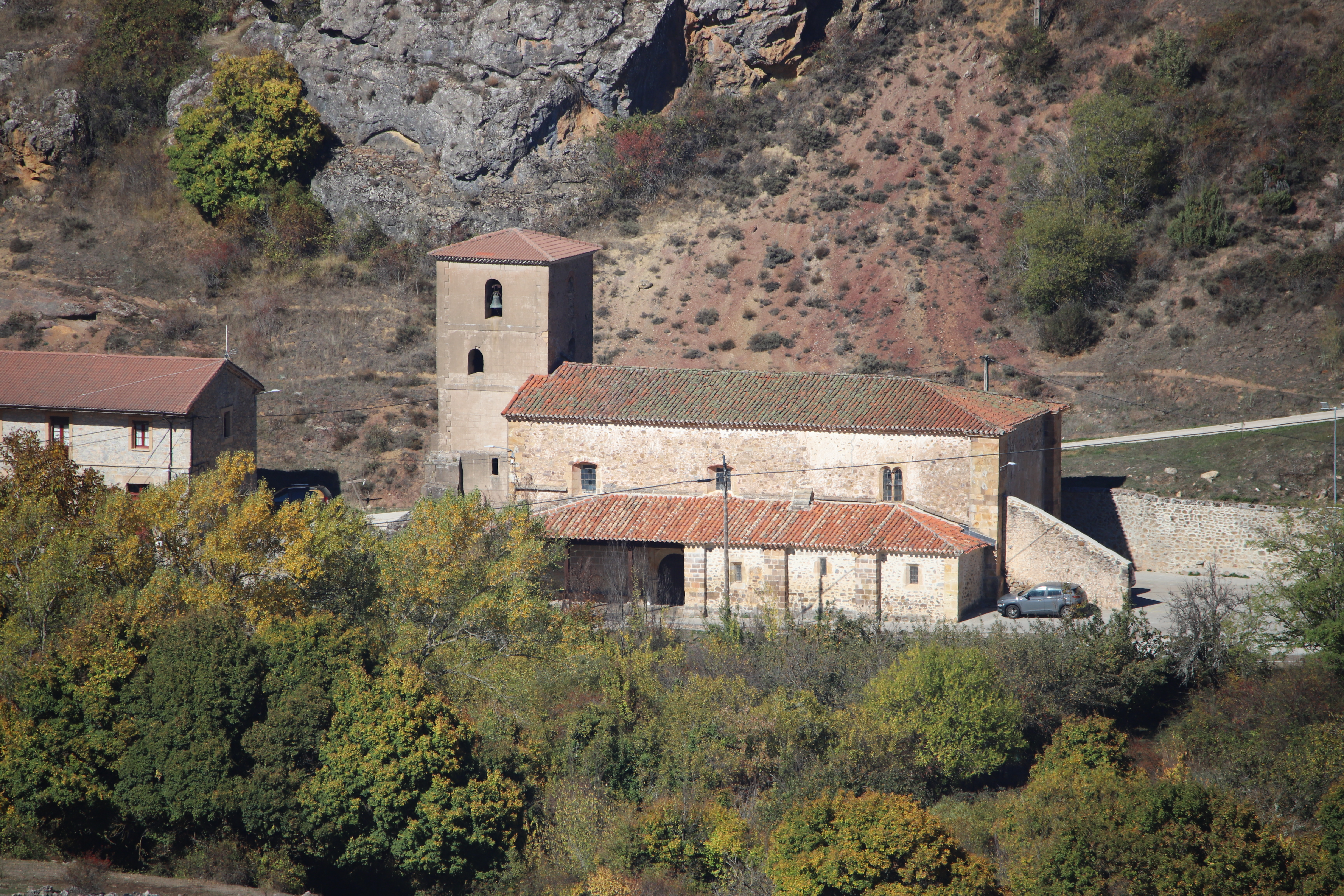
Martinskirche
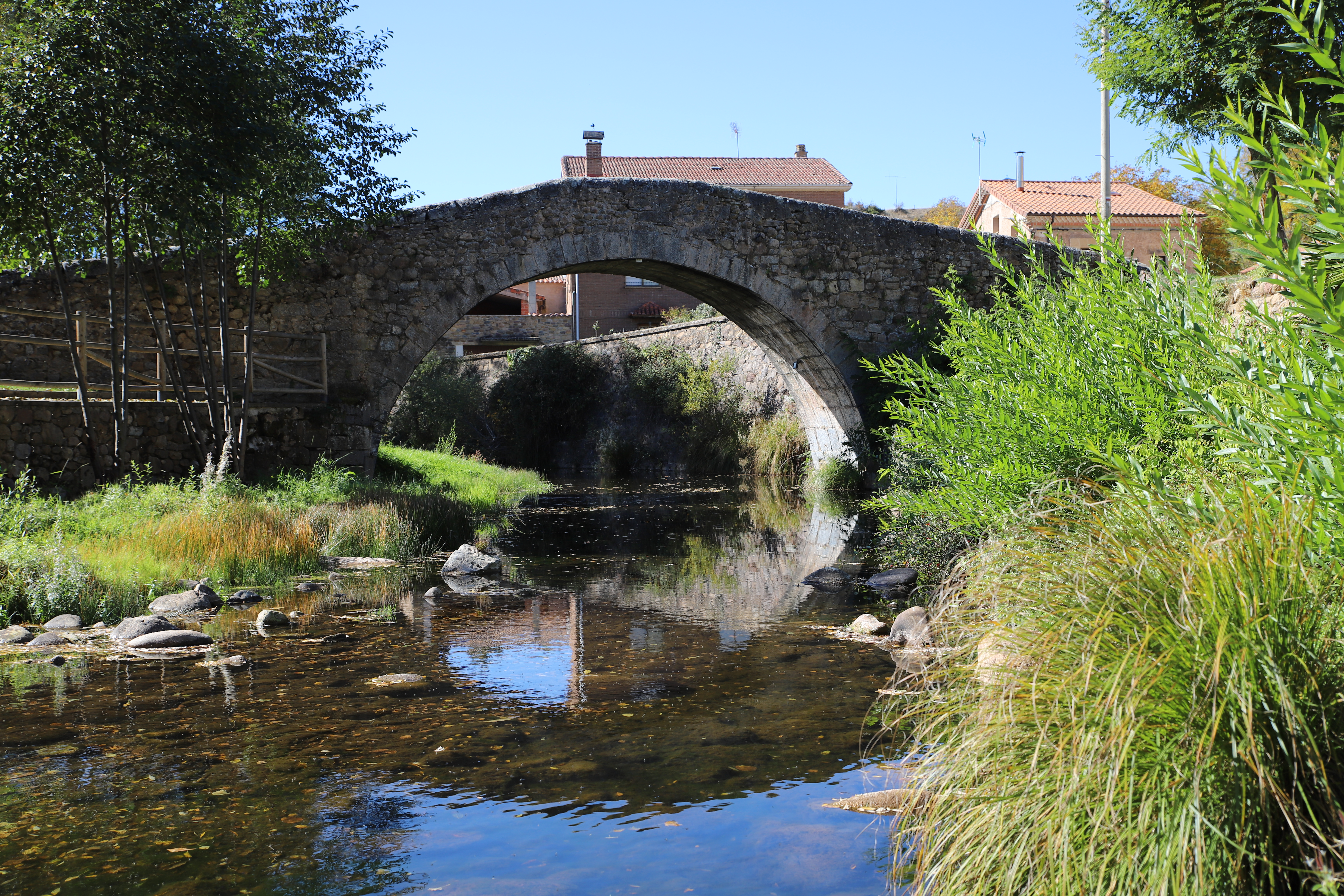
Mittelalterliche Brücke